# William P. Spratling

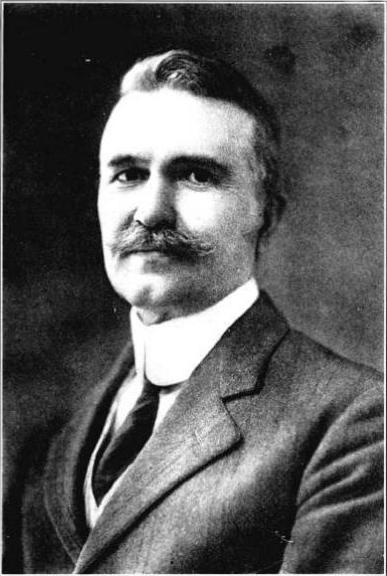
William Phillip Spratling

William Phillip Spratling (ur. 13 października 1863 w Lafayette, zm. 22 grudnia 1915) – amerykański lekarz, neurolog i epileptolog. Był pierwszym kierownikiem Craig Colony for Epileptics (od 1893 do 1898 roku), współzałożycielem National Association for the Study of Epilepsy.